# Mu Leonis
Mu Leonis (Rasalas, Ras Elased Borealis, Ras al Asad al Shamaliyy, Alshemali, 24 Leonis) é uma estrela na direção da constelação de Leo. Possui uma ascensão reta de 09h 52m 45.96s e uma declinação de +26° 00′ 25.5″. Sua magnitude aparente é igual a 3.88. Considerando sua distância de 133 anos-luz em relação à Terra, sua magnitude absoluta é igual a 0.83. Pertence à classe espectral K0III.